# 屈尔蒙-沙兰德雷站
屈尔蒙-沙兰德雷站，简称屈沙站，是法国东北部的一个铁路枢纽车站。车站位于法国东部，上马恩省（Haute Marne，52省）的沙兰德雷境内，毗邻屈尔蒙和托尔瑟奈，站址位于巴黎－米卢斯铁路307.627公里处，并和屈沙－图勒及蒂耶河畔伊斯－屈沙两条铁路交汇。车站北距南锡120公里，东距米卢斯130公里，南距第戎大约55公里，西北距离巴黎大约261公里。车站所属的地级行政单位为朗格勒区（Arrondissement de Langres）。

## 站名
屈尔蒙-沙兰德雷火车站，因站址位于屈尔蒙和沙兰德雷两个镇之间而得名。

## 地理位置
屈尔蒙-沙兰德雷站建于19世纪中期，南北向的图勒—屈沙—蒂耶河畔伊斯—第戎铁路（又称15号线）和东西向的巴黎—米卢斯铁路（又称4号线）在屈沙站东侧交汇。历史上，屈沙站曾一度成为法国东部最重要的铁路交通枢纽之一，从巴黎前往米卢斯、巴塞尔等城市的列车均要路过此站，但随着2007年法国高速铁路东线以及2011年法国高速铁路莱茵河－罗讷河线的相继建成通车，途径屈沙站的列车数量已经大幅度减少。如今，从屈沙站出发，有四个不同方向的铁路：
- 向东：经沃苏勒前往米卢斯方向。复线铁路，其中贝尔福—米卢斯段与第戎—米卢斯铁路并轨，该段已完成电气化，而其余路段均为非电气化线路。平均旅速大约100Km/h
- 向南：进入21省，前往第戎方向。复线电气化铁路，平均旅速大约120Km/h
- 向西北：经朗格勒、肖蒙、特鲁瓦，前往巴黎东站。复线铁路，没有电气化，平均旅速大约100Km/h。从尾山站出发，前往巴黎的旅行时间在三小时以内。
- 向北：进入88省的讷沙托，前往图勒。在图勒站可接轨巴黎—斯特拉斯堡的普速铁路。复线电气化铁路，平均旅速大约110Km/h

除上述四个方向的铁路外，历史上从屈沙站还有向东南方向前往格雷（Gray）的铁路，该线已于1970年5月31日关闭。

## 停靠线路
以下列车线路停靠屈沙站：
| 屈沙站列车线路表              |                |        |              |              |
| 线路                          | 车种           | 上一站 | 下一站       | 大致运行频率 |
| 巴黎—贝尔福/米卢斯            | Fluo Grand-Est | 朗格勒 | 沃苏勒       | 每天4趟左右  |
| 巴黎/特鲁瓦—第戎              | Fluo Grand-Est | 朗格勒 | 蒂耶河畔伊斯 | 每天1趟      |
| 兰斯/香槟沙隆/圣迪济耶—屈沙站 | Fluo Grand-Est | 朗格勒 | （终点）     | 每天3趟左右  |
| 兰斯/香槟沙隆/肖蒙—第戎       | Fluo Grand-Est | 朗格勒 | 蒂耶河畔伊斯 | 每天4趟左右  |
| 1.                            |                |        |              |              |

## 配套交通

### 长途客运
屈沙站没有专门的长途客运站，长途汽车上下车地点就位于车站门口。SNCF提供少量由屈沙站前往第戎、南锡等方向的大巴车。

### 城市公共交通
屈沙站附近暂无城市公共交通线路。

## 临近车站
| 屈沙站（Gare de Culmont-Chalindrey） |                                   |                       |
| 上行车站                             | 线路                              | 下行车站              |
| 朗格勒站 10.6km ←                    | 巴黎－米卢斯铁路                  | 沃苏勒站 → 73.3km     |
| （起点）                             | 屈尔蒙-沙兰德雷－图勒铁路         | 讷沙托站 → 74.9km     |
| （起点）                             | 蒂耶河畔伊斯－屈尔蒙-沙兰德雷铁路 | 蒂耶河畔伊斯站 → 44km |
| - 本表仅显示运营中的线路及车站       |                                   |                       |